# Писфул Вали (Вашингтон)
Писфул Вали (енгл. Peaceful Valley) насељено је место без административног статуса у америчкој савезној држави Вашингтон.

## Демографија
По попису из 2010. године број становника је 3.324, што је 876 (35,8%) становника више него 2000. године.
| Група             | 2000.         | 2010.         |
| Белци             | 2.214 (90,4%) | 2.838 (85,4%) |
| Афроамериканци    | 7 (0,3%)      | 23 (0,7%)     |
| Азијати           | 11 (0,4%)     | 25 (0,8%)     |
| Хиспаноамериканци | 104 (4,2%)    | 254 (7,6%)    |
| Укупно            | 2.448         | 3.324         |